# Plejl (våben)
 For alternative betydninger, se Plejl. (Se også artikler, som begynder med Plejl)
En plejl er et våben fra middelalderen, der består af et hoved til at slå monteret på et håndtag med et reb, strop eller kæde. Den primære taktiske fordel ved plejlen var dens egenskab til at slå omkring forsvarerens skjold eller parade. Til gengæld var den ikke særlig præcis og den var vanskelig at bruge i nærkamp eller i tætte formationer.
Der findes to overordnede typer plejl; en lang, tohåndsversion til infanteri med en cylindrisk hoved, og en kortere version med et rundt metalhoved til at slå med. Den lange version er baseret på landbrugsredskabet af samme navn som bruges til tærskning. Den blev hovedsageligt betragtet som et bondevåben, og den blev brugt i Tyskland og Centraleuropa i senmiddelalderen. En mindre version virker til at have været mindre almindelig, og optræder kun lejlighedsvis på illustrationer fra 1400-tallet og fremefter, og mange historikere har sat spørgsmålstegn ved om den overhovedet har været brugt i praksis.